# Nova Santa Helena
Nova Santa Helena là một đô thị thuộc bang Mato Grosso, Brasil. Đô thị này có diện tích 2627,835 km², dân số năm 2007 là 3368 người, mật độ 1,28 người/km².